# Belgian American Football League
Die Belgian American Football League (BAFL) ist die nationale Dachorganisation für American Football und Flag Football in Belgien. Die Organisation ist Mitglied des Kontinentalverbandes für Flag und American Football, IFAF Europe, und damit auch des Weltverbandes International Federation of American Football (IFAF). Zusammen mit den regionalen Verbänden organisiert sie die jährlich stattfindende Liga, BAFL Elite Division, sowie weitere nachgereihte Ligen.